# Lekkoatletyka na Letnich Igrzyskach Olimpijskich 2024 – skok wzwyż mężczyzn
Turniej mężczyzn w skoku  wzwyż  podczas XXXIII Letnich Igrzysk Olimpijskich w Paryżu odbył się w dniach 7 i 10 sierpnia 2024. Do rywalizacji przystąpiło 31 sportowców. Areną zawodów był Stade de France.

## Terminarz
godziny zostały podane w czasie CEST
| Data             | Godzina rozpoczęcia |                       |
| ---------------- | ------------------- | --------------------- |
| 7 sierpnia 2024  | 10:05               | kwalifikacje, grupa A |
| 7 sierpnia 2024  | 10:05               | kwalifikacje, grupa B |
| 10 sierpnia 2024 | 19:00               | finał                 |

## Rekordy
Tabela uwzględnia rekordy uzyskane przed rozpoczęciem rywalizacji.
|                   | Zawodnik         | Wynik  | Miejsce   | Data          |
| ----------------- | ---------------- | ------ | --------- | ------------- |
| Rekord świata     | Javier Sotomayor | 2,45 m | Salamanka | 27 lipca 1993 |
| Rekord olimpijski | Charles Austin   | 2,39 m | Atlanta   | 27 lipca 1996 |

## System rozgrywek
Do kwalifikacji przystąpiło 31 zawodników. Aby uzyskać awans do finału należało uzyskać minimum kwalifikacyjne - 2.29  m. Jeżeli minimum kwalifikacyjne uzyskało mniej niż 12 sportowców, to kwalifikacje uzyskali zawodnicy, którzy zaliczyli najwyższe wysokości, tak aby liczba finalistów wyniosła 12.

## Wyniki

### Kwalifikacje
| Poz. | Grupa | Zawodnik           | Państwo           | Rezultat | Rezultat | Rezultat | Rezultat | Rezultat | Wynik | Uwagi |
| Poz. | Grupa | Zawodnik           | Państwo           | 2,15     | 2,20     | 2,24     | 2,27     | 2,29     | Wynik | Uwagi |
| ---- | ----- | ------------------ | ----------------- | -------- | -------- | -------- | -------- | -------- | ----- | ----- |
| 1    | A     | Shelby McEwen      | Stany Zjednoczone | o        | –        | o        | o        |          | 2.27  | q     |
| 2    | B     | Hamish Kerr        | Nowa Zelandia     | o        | xxo      | xo       | o        |          | 2.27  | q     |
| 3    | A     | Mutazz Isa Barszim | Katar             | o        | o        | o        | xo       |          | 2.27  | q     |
| 3    | A     | Woo Sang-hyeok     | Korea Południowa  | o        | o        | o        | xo       |          | 2.27  | q     |
| 5    | A     | Ryoichi Akamatsu   | Japonia           | o        | o        | xxo      | xo       |          | 2.27  | q     |
| 6    | A     | Stefano Sottile    | Włochy            | o        | o        | o        | xxx      |          | 2.24  | q     |
| 6    | B     | Gianmarco Tamberi  | Włochy            | –        | o        | o        | xxx      |          | 2.24  | q     |
| 8    | B     | Romaine Beckford   | Jamajka           | o        | xo       | o        | xxx      |          | 2.24  | q     |
| 9    | A     | Brian Raats        | Południowa Afryka | o        | xxo      | o        | xxx      |          | 2.24  | q     |
| 9    | A     | Jan Štefela        | Czechy            | o        | xxo      | o        | xxx      |          | 2.24  | q     |
| 11   | B     | Ołeh Doroszczuk    | Ukraina           | o        | o        | xo       | xxx      |          | 2.24  | q     |
| 12   | B     | Tihomir Ivanov     | Bułgaria          | o        | xo       | xo       | xxx      |          | 2.24  | q     |
| 13   | B     | Brandon Starc      | Australia         | xxo      | xo       | xo       | xxx      |          | 2.24  |       |
| 14   | A     | Luis Zayas         | Kuba              | o        | o        | xxo      |          | xxx      | 2.24  |       |
| 15   | A     | Joel Castro        | Portoryko         | o        | o        | xxx      |          |          | 2.20  |       |
| 15   | B     | Fernando Ferreira  | Brazylia          | o        | o        | xxx      |          |          | 2.20  |       |
| 15   | B     | Erick Portillo     | Meksyk            | o        | o        | xxx      |          |          | 2.20  |       |
| 15   | A     | Edgar Rivera       | Meksyk            | o        | o        | xxx      |          |          | 2.20  |       |
| 19   | B     | Thomas Carmoy      | Belgia            | o        | xo       | xxx      |          |          | 2.20  |       |
| 19   | B     | JuVaughn Harrison  | Stany Zjednoczone | o        | xo       | xxx      |          |          | 2.20  |       |
| 19   | A     | Wang Zhen          | Chiny             | o        | xo       | xxx      |          |          | 2.20  |       |
| 22   | A     | Alperen Acet       | Turcja            | xxo      | xo       | xxx      |          |          | 2.20  |       |
| 23   | B     | Yual Reath         | Australia         | o        | xxo      |          |          |          | 2.20  |       |
| 23   | B     | Tomohiro Shinno    | Japonia           | o        | xxo      | xxx      |          |          | 2.20  |       |
| 25   | B     | Sarvesh Kushare    | Indie             | o        | xxx      |          |          |          | 2.15  |       |
| 25   | A     | Vladyslav Lavskyy  | Ukraina           | o        | xxx      |          |          |          | 2.15  |       |
| 27   | B     | Joel Baden         | Australia         | xo       | xxx      |          |          |          | 2.15  |       |
| 28   | A     | Vernon Turner      | Stany Zjednoczone | xxo      | xxx      |          |          |          | 2.15  |       |
|      | A     | Donald Thomas      | Bahamy            | xxx      |          |          |          |          | NM    |       |
|      | B     | Tobias Potye       | Niemcy            | xxx      |          |          |          |          | NM    |       |
|      | B     | Andriy Protsenko   | Ukraina           | xxx      |          |          |          |          | NM    |       |

### Finał
| Poz.   | Zawodnik           | Państwo           | Rezultat | Rezultat | Rezultat | Rezultat | Rezultat | Rezultat | Rezultat | Dogrywka | Dogrywka | Dogrywka | Wynik | Uwagi |
| Poz.   | Zawodnik           | Państwo           | 2.17     | 2.22     | 2.27     | 2.31     | 2.34     | 2.36     | 2.38     | 2.38     | 2.36     | 2.34     | Wynik | Uwagi |
| ------ | ------------------ | ----------------- | -------- | -------- | -------- | -------- | -------- | -------- | -------- | -------- | -------- | -------- | ----- | ----- |
| złoto  | Hamish Kerr        | Nowa Zelandia     | o        | o        | o        | xxo      | o        | o        | xxx      | x        | x        | o        | 2.36  | =     |
| srebro | Shelby McEwen      | Stany Zjednoczone | o        | o        | o        | o        | xxo      | o        | xxx      | x        | x        | x        | 2.36  | PB    |
| brąz   | Mutazz Isa Barszim | Katar             | –        | o        | o        | o        | o        | xx-      | x        |          |          |          | 2.34  |       |
| 4      | Stefano Sottile    | Włochy            | o        | o        | o        | xo       | o        | xxx      |          |          |          |          | 2.34  | PB    |
| 5      | Ryoichi Akamatsu   | Japonia           | o        | o        | xo       | o        | xxx      |          |          |          |          |          | 2.31  | PB    |
| 6      | Ołeh Doroszczuk    | Ukraina           | o        | o        | xo       | xo       | xxx      |          |          |          |          |          | 2.31  | PB    |
| 7      | Woo Sang-hyeok     | Korea Południowa  | o        | o        | xo       | xxx      |          |          |          |          |          |          | 2.27  |       |
| 8      | Tihomir Ivanov     | Bułgaria          | xo       | o        | xo       | xxx      |          |          |          |          |          |          | 2.27  |       |
| 9      | Jan Štefela        | Czechy            | xxo      | o        | xxx      |          |          |          |          |          |          |          | 2.22  |       |
| 10     | Romaine Beckford   | Jamajka           | o        | xo       | xxx      |          |          |          |          |          |          |          | 2.22  |       |
| 11     | Gianmarco Tamberi  | Włochy            | –        | xxo      | xxx      |          |          |          |          |          |          |          | 2.22  |       |
| 12     | Brian Raats        | Południowa Afryka | o        | xxx      |          |          |          |          |          |          |          |          | 2.17  |       |